# Beautiful Wedding
Beautiful Wedding es una película dramática romántica estadounidense dirigida por Roger Kumble y coescrita por Kumble y Jamie McGuire, basada en la nueva novela para adultos de McGuire de 2013, A Beautiful Wedding. Sirve como secuela de Maravilloso desastre (2023).
La película fue estrenada el 24 de enero de 2024.

## Sinopsis
Continuando donde lo dejó Maravilloso desastre, Abby y Travis se despiertan después de una noche loca en Las Vegas como recién casados por accidente.

## Reparto
- Dylan Sprouse como Travis Maddox
- Virginia Gardner como Abby Abernathy
- Libe Barer como America Mason
- Austin North como Shepley Maddox
- Neil Bishop como Parker Hayes
- Alex Aiono
- Micky Dartford como Tyler Maddox
- Jack Hesketh como Trenton Maddox
- Declan Laird como Taylor Maddox
- Trevor Van Uden como Thomas Maddox

## Producción
En diciembre de 2023, se anunció que se estrenaría la secuela de Maravilloso desastre titulada Beautiful Wedding, con Roger Kumble regresando para dirigir y coescribir con Jamie McGuire, con el regreso del elenco principal.

## Estreno
Beautiful Wedding fue estrenada de forma limitada en los Estados Unidos el 24 de enero de 2024.